# Anodendron gracile
Anodendron gracile är en oleanderväxtart som först beskrevs av George King och Gamble, och fick sitt nu gällande namn av D.J. Middleton. Anodendron gracile ingår i släktet Anodendron och familjen oleanderväxter. Inga underarter finns listade i Catalogue of Life.